# Las hijas del Cid
Las hijas del Cid es una obra de teatro en verso y en cinco actos escrita por Eduardo Marquina y estrenada en el Teatro Español de Madrid en 1908.

## Argumento
La obra recrea los últimos años de vida de Rodrigo Díaz de Vivar y sobre todo las vejaciones a las que fueron sometidas sus hijas, Elvira y Sol, por sus respectivos maridos, los Condes de Carrión.

## Representaciones destacadas
- Teatro (Estreno, 1908). Intérpretes: María Guerrero (Doña Elvira), Catalina Bárcena (Doña Sol), Fernando Díaz de Mendoza (El Cid), María Cancio (Doña Jimena), Felipe Carsi, Alfredo Cirera, Ricardo Vargas, Carlos Allen-Perkins, Mariano Díaz de Mendoza, Pedro Codina, Francisco Palanca, Ricardo Juste, Elena Salvador.
- Televisión (Estudio 1, TVE, 1972). Intérpretes: María Luisa Merlo, Ana María Vidal, Andrés Mejuto, Juan Diego, Esperanza Alonso, Fernando Sánchez Polack, Olga Peiró.